# Děda Koleda
Děda Koleda (bulharsky дядо Коледа, přepis djado Koleda) je bulharská mytická postava, která naděluje na Vánoce dárky.
V předkomunistické literatuře je nazýván děda Koleda nebo děda Mráz (bulharsky дядо Мраз). Během komunistického režimu nosil na Nový rok dárky děda Mráz. Po jeho pádu se opět vrací děda Koleda a dává dárky na Vánoce i na Nový rok. Navštěvuje školy, mateřské školy a domy. Přináší velký pytel dárků.